# إرسال رشقي
في الاتصالات السلكية واللاسلكية ، يعتبر الإرسال الرشقي (بالإنجليزية: Burst transmission) أو رشق البيانات بث إرسال عرض نطاق عالي نسبيًا خلال فترة قصيرة.
يمكن أن يكون الإرسال بالرشق مقصودًا، حيث يبث رسالة مضغوطة بمعدل إرسال بيانات مرتفع جدًا خلال فترة إرسال قصيرة جدًا.
في الثمانينيات، تم استخدام مصطلح «رشق البيانات» لتقنية تستخدمها بعض البرامج التلفزيونية في المملكة المتحدة وجنوب إفريقيا لإرسال كميات كبيرة من المعلومات النصية في المقام الأول.